# Roca Colomer
La Roca Colomer és una formació rocosa del terme de Conca de Dalt, dins de l'antic municipi de Toralla i Serradell, al Pallars Jussà, en terres del poble de Toralla.
Està situada a ponent de Toralla, al vessant meridional de la carena de la Serra de Sant Salvador. És al sud del Turó de la Roca de Migdia, al sud-est de l'ermita de Sant Salvador. En el seu costat de llevant hi ha l'Espluga.